# King's Sutton
King's Sutton est une paroisse civile et un village du Northamptonshire, en Angleterre.